# Quatre études de rythme

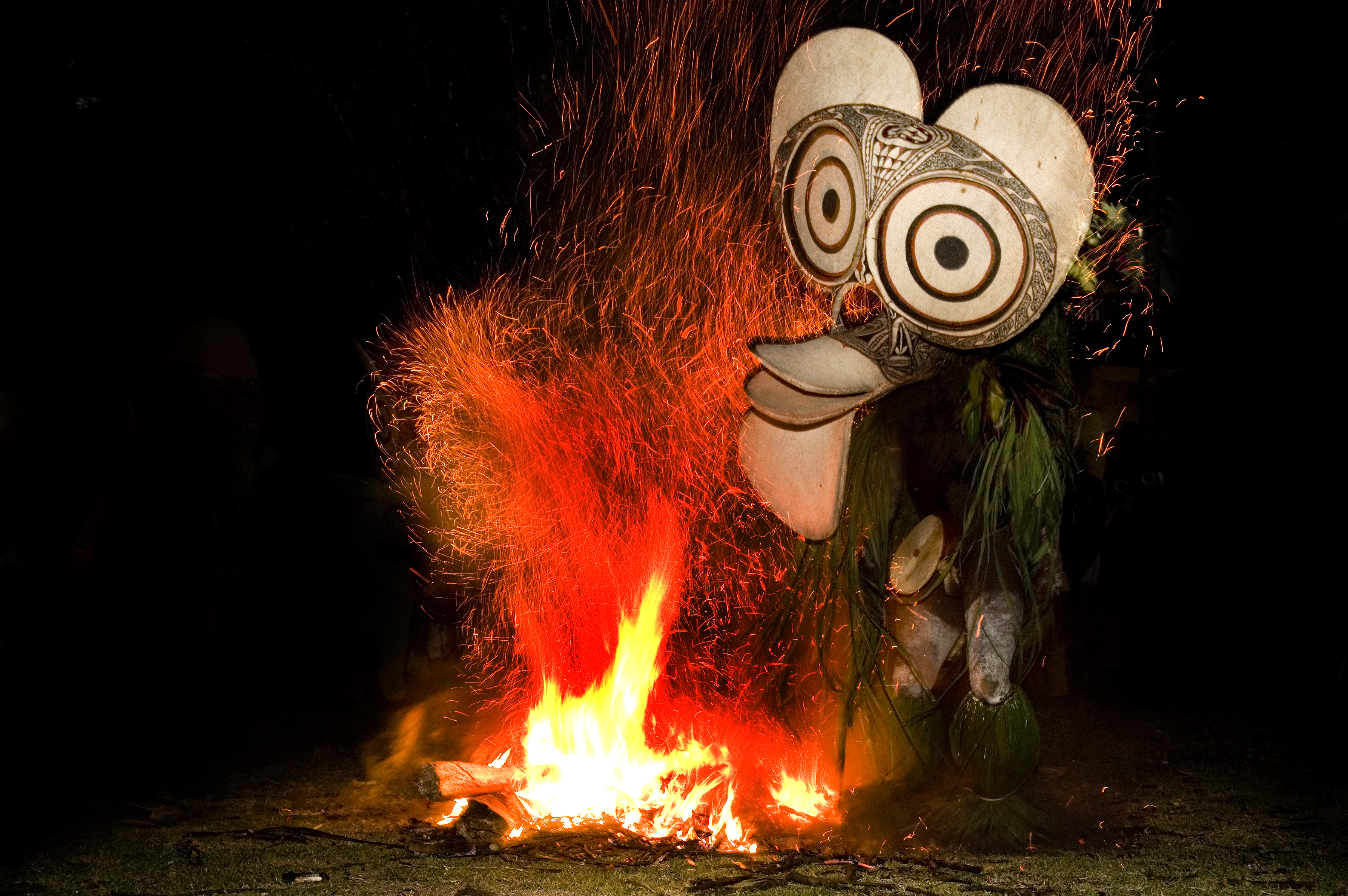
Baining firedancers, Papouasie-Nouvelle-Guinée

Quatre études de rythme est une œuvre pour piano d'Olivier Messiaen composée de 1949 à 1950.
Œuvre considérée par les spécialistes comme étant plus modale que sérielle, elle arrive toutefois à une époque charnière dans la production de Messiaen comme dans l'histoire de la musique contemporaine. 
Pierre Boulez remarque : « Sans développement, cette œuvre de caractère essentiellement expérimental orienta en tous cas tous les jeunes compositeurs de l'après-guerre dans le sens, extrêmement fertile tout d'abord, d'une rigoureuse quantification de toutes les données de l'espace sonore. »

## Création
La pièce a été donnée en première audition par le compositeur le 6 novembre 1950 à Tunis (Alliance Française). La création en France eut lieu à Toulouse au théâtre du Capitole le 7 juin 1951 avec Yvonne Loriod au piano.

## Titres

### 1 - Ile de feu I
Pièce dédiée à la Papouasie-Nouvelle-Guinée.

### 2 - Mode de valeurs et d'intensités
Il utilise un mode de hauteurs (36 sons), de valeurs (24 durées), d’attaques (12 attaques), d’intensités (7 nuances) ; l’échelle des durées est divisée en trois tempos (correspondant aux registres aigu, médium, grave, de l’échelle des sons) : le 1er tempo utilisant 12 durées chromatiques à partir de la triple croche, le 2e tempo utilisant 12 durées chromatiques à partir de la double croche, le 3e tempo utilisant 12 durées chromatiques à partir de la croche (ces trois tempos marchent simultanément) ; les durées, les intensités, les attaques, sont mises sur le même plan que les sons ; l’ensemble du mode donne des couleurs de durées et d’intensités ; chaque son de même nom change de durée, d’attaque, et d’intensité, à chaque région sonore qu’il occupe ; l’influence du registre sur l’état quantitatif, phonétique, dynamique, du son, et ce départagement en trois régions temporelles transformant au passage la vie des sons qui les traversent, constituent une possibilité de nouvelles variations de couleurs.

### 3 - Neumes rythmiques
« En regardant les différentes figures de neumes du plain-chant, j’ai eu l’idée de leur chercher des correspondances, des équivalences rythmiques. Jeu de transposition de plans ; la sinuosité mélodique indiquée par le signe neumatique se muant en groupe de durées. Chaque neume rythmique est pourvu d’une intensité fixe et de résonances aux couleurs chatoyantes, plus ou moins claires ou sombres, toujours contrastées. »

### 4 - Ile de feu II
Encore dédiée à la Papouasie ou Nouvelle-Guinée ; le thème principal, féroce et violent, a le même caractère que ceux de la première étude ; les variations de ce thème alternent avec des permutations, toujours interverties dans le même ordre de lecture, et superposées deux par deux ; la pièce termine par un mouvement perpétuel à mains croisées, dans le grave du clavier.

## Durée
Environ 15 à 18 minutes

## Discographie
Yvonne Loriod, piano
- Disque Erato 2292-45505-2/5 ECD 71589 (+ Petites Esquisses d'oiseaux, Huit Préludes)